# Tormón
Tormón est une commune d’Espagne, dans la province de Teruel, communauté autonome d'Aragon comarque de Teruel.

## Démographie
En 2022, elle comptait 26 habitants sur une superficie de 29,31 km².

## Préhistoire
- Abri de la Cerrada del Tío Jorge, art rupestre faisant partie du parc culturel d'Albarracín